# جوئل وارد
جوئل وارد (انگلیسی: Joel Ward؛ زادهٔ ۲۹ اکتبر ۱۹۸۹) یک بازیکن فوتبال اهل بریتانیا است که در پست دفاع کناری بازی می‌کند.